# خناصر
خناصر أو خناصرة أو خنيصرة أو كوناسارة أو أوناسارة ،Anasartha ناحية إدارية ومدينة سورية صغيرة تتبع منطقة السفيرة في محافظة حلب. تقع البلدة عند الطرف الشرفي لجبل الحص، ويقع إلى الشرق منها جبل شبيث، وإلى الجنوب الحد الشمالي الغربي لبادية الشام. معظم سكانها من العشائر العربيه وتحديدا من قبيلة الولده عشيرة الصعب و الشراكسة الذين هاجروا في مطلع القرن العشرين 1902 إلى سوريا من القفقاس بسبب الحروب التي تعرضت لها مناطقهم هناك، حيث اسكنتهم الدولة العثمانية أراضي ليقيموا فيها بناء" على تخطيطها وليس رغبتهم
تعتبر خناصر قديمة جدا فيها آثار تعود للعصور الرومانية والإغريقية وكان اسمها القديم كوناسارة ولا تزال الآثار المترامية بشوارعها تشهد بوجود الحياة الرومانية والأغريقية في القديم، وكانت خناصر تعتبر مصيفا للخليفة الأموي عمر بن عبد العزيز الذي كان يسكنها ومن المروي أنه توفي في خناصر ودفن في دير الشرقي القريبة من معرة النعمان. وبفعل الزمن وهجرة الناس أضحت خناصر منطقة مهجورة شبه خربة مترامية في الصحراء حيث زالت آثار الحضارات التي مرت بها.

## التاريخ
في بداية القرن العشرين 1902 حضر الشراكسة القبرطاي مهاجرين وتم الاتفاق على اسكانهم منطقة خناصر بعد تهيئة المساكن اللازمة للمعيشة فسكن خناصر عوائل يبلغ عددها (86) عائلة وأصبحت هذه العائلات تتكيف مع الواقع الجديد بمساعدة الدولة آنذاك، واستمرت عوائل الشركس في خناصر تبتكر وسائل المعيشة سواء بالزراعة أو التجارة البسيطة، أقدمت هذه العوائل على استصلاح ما يقارب 22 هكتار زراعي وقسمته حسب العوائل وقامت بزراعته حتى غدا أرض مثمرة حتى بالفاكهة ويسمى هذا القسم بأرض القناية، وقامت الدولة آنذاك بتخصيص مئات الهكتارات لهذه العوائل للاستفادة منها سواء بدراسة الأغلال أو بالمراعي، فكانت الحياة تنتعش من جديد في خناصر المنسية عبرالزمن.
خناصر اليوم تعتبر من المناطق الأثرية والسياحية وما زالت بانتظار من ينقب على آثارها.

## من قراها
- أم ميال
- الحبس
- الراهب
- رسم النفل
- رسم عسكر
- سرداح
- شلالة صغيرة
- شلالة كبيرة
- العطشانة
- القرباطية
- الهربكية
- الخريبة
- جب العلي
- كويس

## أعلام
- الملكة ماوية